# Sankt Urban (Caríntia)
Sankt Urban é um município da Áustria localizado no distrito de Feldkirchen, no estado de Caríntia.